# 沓谷栄輔
沓谷 栄輔（沓谷 榮輔、くつのや えいすけ、1871年2月1日（明治3年12月12日） - 1941年（昭和16年）10月）は、大日本帝国陸軍軍人。最終階級は陸軍少将。

## 経歴・人物
周防山口藩（現・山口県）出身。1892年（明治25年）陸軍士官学校第3期卒業。1900年（明治33年）陸軍大学校第14期卒業。
1912年（明治45年）3月に静岡連隊区司令官、1912年（大正元年）9月に陸軍歩兵大佐、同年12月に歩兵第54連隊長を経て、1917年（大正6年）8月に陸軍少将に昇進と同時に待命、同年12月に予備役に編入した。

## 栄典
- 1893年（明治26年）5月10日 - 正八位[3]
- 1909年（明治42年）3月1日 - 正六位[4]